# Jemen (tentoonstelling)
Jemen was een grote tentoonstelling van 14 december 1988 tot en met 3 september 1989 in de centrale lichthal van het Tropenmuseum. 
Het was een tentoonstelling in de categorie landententoonstelling, waarin een overzicht wordt gegeven van de maatschappij, cultuur en geschiedenis van een specifiek land. De keuze op Jemen was in dit geval ingegeven door het feit dat het land een concentratieland was van de Nederlandse ontwikkelingshulp en dat het Tropenmuseum culturele ontwikkelingsprojecten in Jemen uitvoerde, zoals de herinrichting van het aan verwaarlozing ten prooi gevallen Nationaal Museum in de hoofdstad Sanaa. De tentoonstelling kwam dan ook tot stand met medewerking van het Directoraat Generaal Internationale Samenwerking (DGIS) van het Ministerie van Buitenlandse Zaken en met sponsorgelden van bedrijven en instellingen, waaronder een aantal reisbureaus en Jemenitische toeristenorganisaties.
Op de tentoonstellingsvloer van het Tropenmuseum waren zowel glasvitrines met archeologische, historische en eigentijdse kunst- en kunstnijverheidsvoorwerpen te zien, als dagelijkse artefacten gebruikt in de huishouding, de landbouw en visserij. Er waren huizen en winkeltjes nagebouwd en er was aandacht voor markten, ambachten en vooral voor de traditionele architectuur. Ook de in Nederland vrijwel onbekende aanwezigheid van de Verenigde Oost-Indische Compagnie in Jemen (1614-1759) werd op deze expositie belicht.
De bij de tentoonstelling verschenen brochure is geen nummercatalogus, maar een korte, geïllustreerde inleiding tot Jemen.

## Brochure
- F.C. van Leeuwen en C.G. Brouwer, Jemen. Amsterdam: Tropenmuseum, 1988.